# マーシャン・ホフ
テッド・ホフ(Ted Hoff)ことマーシャン・エドワード・ホフ・ジュニア（Marcian Edward Hoff Jr.、1937年10月28日 - ）は、アメリカ合衆国の電気工学者であり、世界初のマイクロプロセッサであるIntel 4004の開発者の一人である。

## 若年期と教育
ニューヨーク州ロチェスターで生まれた。
1958年にレンセラー工科大学で電気工学の学士号を取得した。大学在学中の夏に、ロチェスターのゼネラル・レールウェイ・シグナルで行った研究に基づいて、最初の2つの特許を申請した。アメリカ国立科学財団の大学院研究フェローシッププログラムを受けてスタンフォード大学に入学し、1959年に修士号、1962年に博士号を取得した。博士論文の研究の一環で、バーナード・ヴィドローとともに最小平均二乗フィルタを発明した。

## キャリア
1968年に12人目の従業員としてインテルに入社した。1969年にスタンレー・メイザーともにIntel 4004のアーキテクチャのアイデアと命令セットの策定をしているときに、様々なカスタム設計の回路ではなく「汎用プロセッサ」を使用するというアイデアを思いついたとされている。これにより、1970年代初頭のマイクロプロセッサの誕生へとつながった。シリコンゲート設計手法の開発と実際のチップ設計は、1970年から1971年にかけてプロジェクトを指揮したフェデリコ・ファジンが担当した。1980年、彼は、同社で最高の技術的地位であるインテル・フェローの第1号となり、1983年に退社するまでその地位に留まった。
1983年にインテルを退社してアタリに移籍し、1995年3月まで在籍した。
1996年、セガ・オブ・アメリカのセールス・マーケティング担当ヴァイスプレジデントに就任した。

## 受賞歴
- 1954年 - ウェスティングハウス・サイエンス・タレント・サーチのファイナリスト[12]
- 1979年 - スチュアート・バレンタイン・メダル
- 1980年 - クレド・ブルネッティ賞（英語版）
- 1980年 - インテル・フェロー（第1号）
- 1994年 - エドゥアルト・ライン財団技術賞
- 1996年 - 全米発明家殿堂殿堂入り[13]
- 1997年 - 京都賞先端技術部門
- 2009年 - アメリカ国家技術賞
- 2009年 - コンピュータ歴史博物館フェロー[14]
- 2011年 - ジェームズ・クラーク・マクスウェル・メダル（英語版）[15]